# ダニエラ・ルガシー

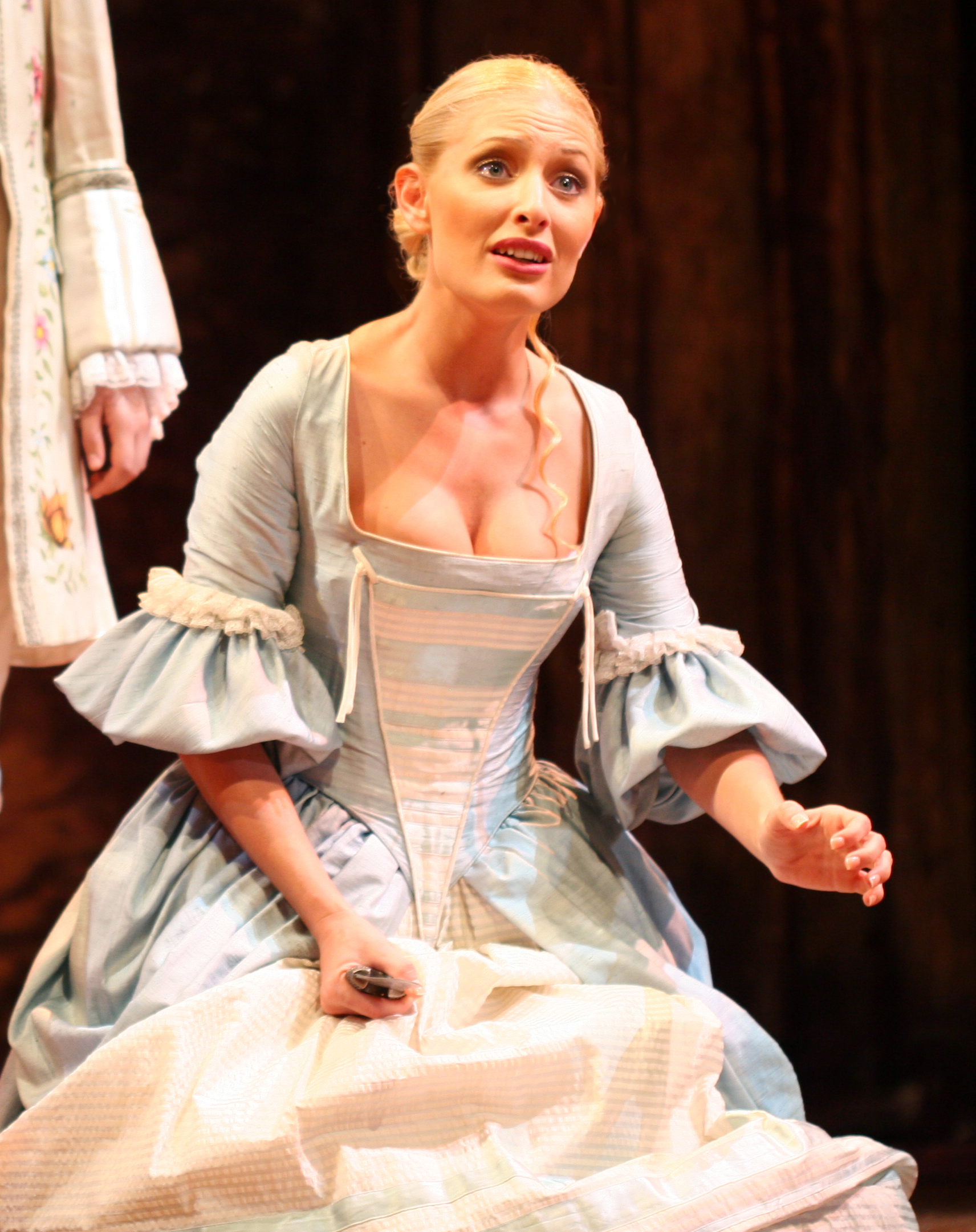
『魔笛』のパミーナを演じるルガシー

ダニエラ・ルガシー (ヘブライ語:דניאלה לוגסי) は、イスラエルのソプラノ歌手。

## 経歴
イスラエルのエルサレムで誕生し、アシュケロンで育った。ルガシーはテルアビブのThelmaYellinArtsSchoolで学んた。イスラエル国防軍での兵役（2000年から2002年）の後、彼女はテルアビブ大学に入学し、タマー・ラフムに師事した。彼女は、テルアビブ舞台芸術センターなどのイスラエルの劇場で多くのオペラに出演した。 ルガシーはビジネスマンのOmarShviliと結婚している。